# Timonius arborea
Timonius arborea är en måreväxtart som beskrevs av Adolph Daniel Edward Elmer. Timonius arborea ingår i släktet Timonius och familjen måreväxter. Inga underarter finns listade i Catalogue of Life.